# Bandera de Kazajistán
La bandera nacional de Kazajistán  fue adoptada el 4 de junio de 1992. Consiste en un paño de color azul celeste en el que aparecen representados un águila esteparia, el sol (oro) con 32 rayos en el centro y un estampado dorado próximo al borde más cercano al mástil.
El estampado representa al arte y las tradiciones culturales del pueblo kazajo. El color azul celeste del fondo de la bandera alude a los diversos pueblos túrquicos que conforman la población actual del país (que incluye entre otros a poblaciones de origen tártaro, mongol y uigur). Para esos pueblos, el color azul celeste estaba dotado de simbolismo religioso y representaba al dios Gök-Tanry, aunque actualmente el color de la bandera es interpretado como el símbolo del cielo despejado que se divisa en el país y de la libertad de su pueblo.
El águila dorada es un símbolo asociado con el imperio de Genghis Khan que dominó Kazajistán bajo un estandarte de color azul con una figura semejante a un águila.
La bandera de Kazajistán tiene además una figura ornamental denominada koshkar-muiz, que significa cuernos del carnero. Esta figura de color dorado está ubicada en la parte más cercana al asta y simboliza el arte y la cultura del pueblo de Kazajistán.
La palabra kazajo se deriva de una antigua palabra turca «independiente, un espíritu libre». Es el resultado de los kazajos con su antigua cultura nómada a caballo. En persa antiguo, el sufijo -stan significa "tierra" o "lugar de", por lo que "Kazajistán" quiere decir "tierra de los kazajos".

## Otras banderas

Enseña naval
Enseña gubernamental
Actual enseña presidencial
Antigua enseña presidencial hasta 2013

## Banderas históricas

Bandera de la República Autónoma Socialista Soviética de Kazajistán, de 1920 a 1937.
Bandera de la RSS de Kazajistán, de 1937 a 1940.
Bandera de la RSS de Kazajistán, de 1940 a 1953.
Bandera de la RSS de Kazajistán, de 1953 a 1992.
Bandera de Kazajistán, del 2 de marzo a 4 de junio de 1992.

## Historia

### Rebelión Centroasiática

Bandera usada por los seguidores de Amankeldy İmanov que se rebelaron en 1916

En el año de 1916 Rusia exigió que los musulmanes de Asia Central se alistaran a las fuerzas militares rusas. La nueva exigencia junto al régimen colonial y la inestabilidad económica resultó en la revuelta centroasiática de 1916. Entre los kazajos, el nombre de Amankeldy Imanov surgió como líder de la revuelta. Él y sus asociados utilizaron una bandera roja que contaba con un texto amarillo; una media luna azul en la parte superior izquierda y un arco y flecha junto a una hacha azules en la derecha.
El texto de la bandera utilizaba el alfabeto árabe, dado que este era el sistema de escritura adoptado en Kazajistán hasta 1929. El texto de la bandera decía: Bandera del líder guerrero, Amangeldi batır (Batır —Батыр— significa ‘un héroe’ en kazajo).

### Autonomía de Alash
Durante la Primera Guerra Mundial, Rusia estaba agotada al no estar preparada para la guerra. Esta fue la causa de la escasez de alimentos que afectó a toda Rusia incluso a grandes ciudades como Petrogrado. En 1917 la Revolución de Febrero, resultado de la inestabilidad económica, llevó a los ministros rusos a cargo de Asia Central a crear el partido Alash y a crear su propia región autónoma en el territorio del actual Kazajistán.
No se llegó a un consenso acerca de la bandera del nuevo estado de Alash pero sí hubo propuestas. Anteriormente, Alikhan Bukeikhanov y Barlybek Syrtanov habían propuesto en el proyecto de constitución del "Pais de los Kazajos" (1911) una bandera tricolor -verde, roja y amarilla- con una luna creciente y una estrella blancas en la parte superior izquierda. Sin embargo, no hay ni una sola confirmación histórica de su uso por la autonomía de Alash (1917-1920).  No se mencionaba la dirección de las rayas. El logotipo de Kazak, la revista publicada por miembros de Alash, suele utilizarse como bandera del territorio. Esta variante está compuesta por una yurta amarilla sobre un fondo blanco. En 1918 el periódico "Voluntad del Pueblo" escribió que esta bandera había sido aprobada en 6 de junio del mismo año . 

Posible bandera propuesta para la Autonomía de Alash (1911)
Posible bandera propuesta para la Autonomía de Alash (1911)
Posible bandera de la Autonomía de Alash (1918)

### Período soviético
Tras de la victoria de los bolcheviques en la guerra civil rusa, la Autonomía de Alash fue consolidada y se convirtió en la Autonomía Kazaja, lo que llevó al establecimiento de la República Soviética Socialista Autónoma de Kazajistán en 1920. La primera bandera de la República Socialista Soviética de Kazajistán estaba compuesta por dos líneas de texto amarillo en el cantón, rodeadas por una línea amarilla que decía "KSSR" (RSS de Kazajistán) y "RF" ( Federación de Rusia ).
Kazajistán formó parte de la República Socialista Federativa Soviética de Rusia hasta que en 1937 se estableció la República Socialista Soviética de Kazajistán dentro de la Unión y, posteriormente, se modificó su bandera. La nueva bandera contaba con la hoz y el martillo en el cantón y el nombre de la república en kazajo y ruso por debajo. El nombre kazajo se escribió en latín, ya que el sistema de escritura del kazajo había cambiado en 1929 del árabe al latín.
El cambio definitivo de la bandera de la República Socialista Soviética de Kazajistán se produjo en 1953, cuando todas las repúblicas soviéticas rediseñaron sus propias banderas. Esta bandera consistía en una hoz y un martillo con una estrella encima y una franja horizontal azul claro sobre un fondo rojo. Se mantuvo en uso brevemente después de que Kazajistán obtuvo su independencia en diciembre de 1991.

### República de Kazajistán
A diferencia de otras repúblicas exsoviéticas, tales como Armenia, Azerbaiyán, Bielorrusia o Ucrania, Kazajistán no tenía una bandera oficial antes de volverse parte de la Unión Soviética. A causa de ello, la recién fundada república de Kazajistán mantuvo su bandera soviética hasta el 4 de junio de 1992.
El gobierno kazajo organizó un concurso el 2 de enero de 1992 para elegir la nueva bandera, en el que se recibieron varias propuestas. El diseñador de la bandera actual, Shaken Niyazbekov, originalmente le había dado al adorno a la izquierda de la bandera el color rojo. Este color se cambió en julio de 1992 al tono dorado actual.